# Craig Calhoun
Craig Jackson Calhoun, född 16 juni 1952 i Watseka, Illinois, USA, är en amerikansk sociolog. För närvarande är han professor vid Arizona State University. Calhoun förespråkar att nyttja samhällsvetenskapen för att adressera frågor vilka rör det samhälleliga allmänintresset. Calhoun var ansvarig för London School of Economics and Political Science från 2012 till 2016, varefter han ansvarat för Berggruen Institutet.

## Hedersutmärkelser
- 2012: Vald till medlem i American Philosophical Society.
- 2014: Erhöll en hedersdoktor från Erasmus University Rotterdam, för att vara "en av dagens främsta samhällsvetare".
- 2015: Fellow of the Academy of Social Sciences (FAcSS)
- 2015: Fellow of the British Academy (FBA)